# Lingua tatara di Crimea
La lingua tatara di Crimea (nome nativo Qırımtatar tili, Къырымтатар тили) è una lingua turcica parlata in Ucraina e Uzbekistan.

## Distribuzione geografica
Secondo stime del 2006, il tataro di Crimea è parlato da 260.000 persone in Ucraina, principalmente in Crimea, 150.000 persone in Uzbekistan e 22.000 persone in Romania. Secondo Ethnologue, la lingua è attestata anche in Bulgaria, Turchia e varie repubbliche ex-sovietiche, per un totale di 475.540 locutori.

### Dialetti e lingue derivate
Ciascuno dei tre gruppi subetnici dei tatari di Crimea (i Tat, i Noğay ed i Yaliboylu, ovvero gli abitanti della costa meridionale) ha un proprio dialetto.
- Il dialetto della costa meridionale appartiene alle lingue oghuz ed è molto vicino al turco. Differisce dal turco letterario ancora meno di alcuni dialetti propriamente turchi. Tra l'altro, la peculiarità di questo dialetto sta anche in una quantità considerevole di prestiti linguistici dal greco e di un certo numero di vocaboli italiani.
- Il dialetto parlato dai Noğay appartiene alle lingue del gruppo qipciaq ed è imparentato al caraciai-balkaro, al nogai e al cumucco.
- Il dialetto medio, il più diffuso, parlato dalla gente originaria delle regioni montane e cismontane della Crimea, rappresenta la parlata intermedia fra i due dialetti sopraindicati. Possiede le caratteristiche tipiche sia alle lingue qipciaq che a quelle oghuz. È proprio su questo dialetto che si fonda la lingua letteraria moderna dei tatari di Crimea.

## Classificazione
È una lingua altaica appartenente al gruppo delle lingue turche.
Tradizionalmente la lingua tatara di Crimea è considerata come appartenente al sottogruppo qipciaq-cumano delle lingue qipciaq che comprende anche il caraciai-balkaro, il cumucco e il karaimo. Tuttavia, come è già stato evidenziato, il dialetto medio, fondamento della lingua letteraria, occupa la posizione intermedia fra le lingue qipciaq e oghuz, perciò tale classificazione non risulta del tutto corretta.
Secondo Ethnologue, la classificazione della lingua tatara di Crimea è la seguente:
- Lingue altaiche
  - Lingue turche
    - Lingue turche meridionali
      - Lingua tatara di Crimea

## Storia
I tre dialetti del tataro di Crimea si formarono, grosso modo, durante il Medioevo sulla base delle parlate qipciaq ed oghuz delle popolazioni turcofone della Crimea. Le differenze considerevoli fra i dialetti si spiegano dal fatto che il corso di etnogenesi dei tatari di Crimea, in cui contribuirono parecchi gruppi etnici turchi e non, è stato assai intricato.
La storia moderna della lingua tatara di Crimea cominciò alla fine dell'Ottocento per merito dell'opera di İsmail Gaspıralı. Egli incoraggiò la rinascita della cultura dei tatari di Crimea, avvenuta dopo il declino centenario seguito alla annessione della Crimea da parte dell'Impero russo. Gaspıralı effettivamente creò la prima lingua letteraria dei tatari di Crimea, la quale, a differenza di quella contemporanea, fu basata sul dialetto della costa meridionale, quello oghuz.
Nel 1928 un congresso linguistico tenutosi in Crimea deliberò l'elaborazione di una nuova lingua letteraria a base del dialetto medio, considerato che proprio questo dialetto era parlato dalla maggioranza dei tatari ed era in ugual misura comprensibile per i parlanti degli altri due dialetti. Proprio questa seconda lingua letteraria, la cui codificazione fu iniziata negli anni 1920, sta alla base della lingua letteraria usata oggi.

## Fonologia
Le lettere a, b, d, e, f, l, m, n, o, p, r, t, u, v sono indicativamente pronunciate come le rispettive lettere in italiano.
- с – come la g di gente
- ç – come la c di cento
- g – come la g di ghiotto
- ğ – come una g aspirata, come la g nello spagnolo fuego o la γ (gamma) in greco moderno
- h – come il suono aspirato del tedesco Bach
- ı – vocale pronunciata come una u, ma senza arrotondare le labbra
- i – i come in italiano
- j – come j del francese jardin
- k – come c di casa.
- ñ – come la n in ancora
- ö – come in tedesco o nel francese coeur
- q – come la c, ma più di gola (uvulare), come nell'arabo suq
- s – sempre sorda
- ş – come sc in sciampo
- ü – come in tedesco o come la u francese
- y – come la i di iuta
- z – come la s sonora di rosa

| Alfabeto fonetico internazionale | Alfabeto fonetico internazionale | Alfabeto fonetico internazionale | Alfabeto fonetico internazionale | Alfabeto fonetico internazionale | Alfabeto fonetico internazionale | Alfabeto fonetico internazionale | Alfabeto fonetico internazionale | Alfabeto fonetico internazionale | Alfabeto fonetico internazionale | Alfabeto fonetico internazionale | Alfabeto fonetico internazionale | Alfabeto fonetico internazionale | Alfabeto fonetico internazionale | Alfabeto fonetico internazionale | Alfabeto fonetico internazionale | Alfabeto fonetico internazionale | Alfabeto fonetico internazionale | Alfabeto fonetico internazionale | Alfabeto fonetico internazionale | Alfabeto fonetico internazionale | Alfabeto fonetico internazionale | Alfabeto fonetico internazionale | Alfabeto fonetico internazionale | Alfabeto fonetico internazionale | Alfabeto fonetico internazionale | Alfabeto fonetico internazionale | Alfabeto fonetico internazionale | Alfabeto fonetico internazionale | Alfabeto fonetico internazionale | Alfabeto fonetico internazionale |
| -------------------------------- | -------------------------------- | -------------------------------- | -------------------------------- | -------------------------------- | -------------------------------- | -------------------------------- | -------------------------------- | -------------------------------- | -------------------------------- | -------------------------------- | -------------------------------- | -------------------------------- | -------------------------------- | -------------------------------- | -------------------------------- | -------------------------------- | -------------------------------- | -------------------------------- | -------------------------------- | -------------------------------- | -------------------------------- | -------------------------------- | -------------------------------- | -------------------------------- | -------------------------------- | -------------------------------- | -------------------------------- | -------------------------------- | -------------------------------- | -------------------------------- |
| а                                | b                                | c                                | ç                                | d                                | e                                | f                                | g                                | ğ                                | h                                | ı                                | i                                | j                                | k                                | l                                | m                                | n                                | ñ                                | o                                | ö                                | p                                | q                                | r                                | s                                | ş                                | t                                | u                                | ü                                | v                                | y                                | z                                |
| [a]                              | [b]                              | [ʤ]                              | [ʧ]                              | [d]                              | [e]                              | [f]                              | [ɡ]                              | [ɣ]                              | [x]                              | [ɯ]                              | [i], [ɪ]                         | [ʒ]                              | [k]                              | [l]                              | [m]                              | [n]                              | [ŋ]                              | [o]                              | [ø]                              | [p]                              | [q]                              | [r]                              | [s]                              | [ʃ]                              | [t]                              | [u]                              | [y]                              | [v], [w]                         | [j]                              | [z]                              |

## Sistema di scrittura

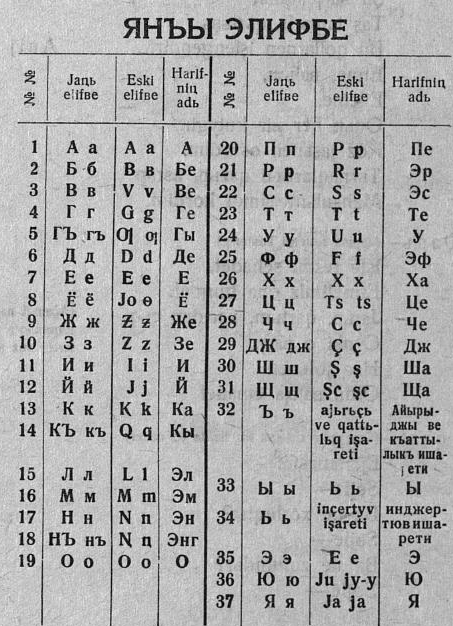
Tabella di corrispondenza degli alfabeti tatari di Crimea in latino (Yañalif) e cirillico durante la transizione al cirillico, 1938

Fino al 1928 la lingua tatara di Crimea utilizzava l'alfabeto arabo, dal 1928 al 1939 passò a quello latino modificato (il cosiddetto "nuovo alfabeto turco", noto anche come Yañalif), sostituito nel 1939 dall'alfabeto cirillico. A partire dagli anni '90 del secolo scorso si sta effettuando un graduale passaggio all'alfabeto latinizzato approvato dal Consiglio supremo della Crimea che nel 1997 adottò la rispettiva risoluzione. Questo alfabeto è differente da quello usato negli anni 1930 essendo praticamente identico all'alfabeto turco, con due lettere aggiunte, Q e Ñ. Nel momento presente è in uso sia l'alfabeto cirillico che quello a base latina. Vale la pena rilevare che su internet è usato quasi esclusivamente l'alfabeto latino, mentre nella maggior parte delle pubblicazioni stampate si usa ancora quello cirillico.

### Alfabeto latino
| A a | B b | C c | Ç ç | D d | E e | F f | G g |
| Ğ ğ | H h | I ı | İ i | J j | K k | L l | M m |
| N n | Ñ ñ | O o | Ö ö | P p | Q q | R r | S s |
| Ş ş | T t | U u | Ü ü | V v | Y y | Z z |     |

### Alfabeto cirillico
| А а | Б б   | В в | Г г | Гъ гъ | Д д   | Дж дж | Е е | Ё ё |
| Ж ж | З з   | И и | Й й | К к   | Къ къ | Л л   | М м |     |
| Н н | Нъ нъ | О о | П п | Р р   | С с   | Т т   | У у |     |
| Ф ф | Х х   | Ц ц | Ч ч | Ш ш   | Щ щ   | Ъ ъ   |     |     |
| Ы ы | Ь ь   | Э э | Ю ю | Я я   |       |       |     |     |